# Rhein-Flugzeugbau X-113
Die RFB X-113 war ein experimentelles, von Alexander Lippisch entworfenes Bodeneffektflugzeug, das bei Rhein-Flugzeugbau gebaut wurde.

## Geschichte
Die X-113 basiert auf dem ersten Lippisch-Entwurf eines Bodeneffektfahrzeugs, der X-112. Lippisch selbst nannte das Fahrzeug Aerofoilboot nach dem englischen Wort für Tragflächenprofil. Die X-112 (Zulassung: N5961V) wurde von ihm in Cedar Rapids (Iowa) konstruiert und erreichte 1963 mit einem 18 kW (25 PS) leistenden Motor eine Geschwindigkeit von 126 km/h. 
Lippisch entwickelte die X-112 von 1959 bis 1963 auf Wunsch seines damaligen Arbeitgebers Arthur A. Collins, dem Eigentümer der Collins Radio Company, der ein großes, nur aus Kunststoff gefertigtes Motorboot benötigte, um seine elektronischen Instrumente störungsfrei testen zu können. Bei Schleppversuchen ohne eingebauten Motor konnte mittels einer in der Leine eingebauten Waage festgestellt werden, dass der Widerstand nur 4 bis 5 % des Gesamtgewichts betrug, was einer Gleitzahl von 20 bis 25 entspricht.
Nach einem Vortrag 1965 in Bonn stieß die Entwicklung der X-112 auch in Deutschland auf Interesse, u. a. beim Bundesministerium der Verteidigung und beim Rhein-Flugzeugbau, der die Herstellung der Zelle in einer damals sehr modernen GFK-Bauweise übernahm. 
Ein zweiter Prototyp wurde dann 1970 in Deutschland mit einem 29 kW (40 PS) starken Motor gebaut und als X-113 (Zulassung: D-9568) bezeichnet. Das Fahrzeug erreichte eine Spitzengeschwindigkeit von 140 km/h. In einem Interview bezeichnete Lippisch ein solches Fahrzeug als „Flährzeug“, eine Mischung aus Fahrzeug und Flugzeug.

## Bodeneffekt
Um den Bodeneffekt auszunutzen, „fliegt“ das Fahrzeug etwa 20–40 cm über der Wasseroberfläche. Die Luftmenge, die das Bodeneffektfahrzeug trägt, besteht dann aus zwei Teilen. Ein Teil ist die gestaute Luft unter dem Flügel, diese wird zum größten Teil mit dem Boot mitbewegt. Der kleinere Teil der Luft verlässt den Raum unter dem Flügel, wird aber durch an der Flügelnase einströmende Luft laufend ersetzt. Der wesentliche Teil bleibt also unter dem Flügel und erzeugt dort einen Druck, der fast dem Staudruck entspricht. Die Luftmasse unter dem Flügel bildet sozusagen eine Luftrolle, auf der das Fahrzeug wie auf einem Schmiermittel vorwärts rollt. Für die Wirksamkeit des Effekts ist vor allem die Flügeltiefe und weniger die Spannweite maßgebend. Weiterhin ergibt sich um das Boot, im Gegensatz zu den Verhältnissen bei einem Flugzeug, eine praktisch wirbelfreie Strömung. Testergebnisse zeigen, dass die vorhandene manuelle Steuerung des Systems nur kurzzeitig durchhaltbar ist. Der menschliche Faktor als Limitierung des Systems führte dazu, dass die geforderte Bodeneffektflugeigenschaft nur kurzzeitig vorhanden war. Rechnergestützte Steuerungs- und Regelungssysteme waren bei Flugzeugen zum damaligen Zeitpunkt noch nicht Stand der Technik.

## Konstruktion
Die Zelle war als GFK-Konstruktion ausgelegt. Das Schwimmwerk wurde aus Voll-Styroporkernen und die Seitenwände des Zentralschwimmers in einer Hartschaum-Sandwichbauweise hergestellt. Für das Tragwerk entwickelte RFB speziell für dieses Boot eine Längsschlauch-Schalenbauweise. Alle Schläuche sind einzeln abgedichtet und sorgen damit für eine Unsinkbarkeit des Bootes auch bei stärkeren Beschädigungen.

## Technische Daten
| Kenngröße                      | Daten                                                 |
| ------------------------------ | ----------------------------------------------------- |
| Besatzung                      | 1                                                     |
| Länge                          | 8,55 m                                                |
| Spannweite                     | 4,68 m ohne Ohren, 5,89 m mit Ohren                   |
| Höhe                           | 2,40 m (später 2,00 m)                                |
| Flügelfläche                   | 13 m2                                                 |
| Flügelstreckung                | 1,7                                                   |
| Startmasse                     | 350 kg                                                |
| Abwassergeschwindigkeit        | 62 km/h                                               |
| Mindestgeschwindigkeit (Boden) | 70 km/h                                               |
| Höchstgeschwindigkeit          | 140 km/h                                              |
| Dienstgipfelhöhe               | max. 800 m bei Testflügen                             |
| Triebwerk                      | 1 × Nelson H 63-CP mit 29 kW (40 PS) (Druckpropeller) |

## Verbleib
Das einzige Exemplar der X-113 steht derzeit als Anschauungsobjekt in der School of Engineering of Ngee Ann Polytechnic in Singapur.

## Quelle
1. ↑  M. Ziegler: X-113Am, Interview mit Dr. Lippisch, Flug-Revue März 1972